# Denno
Denno (Dén in noneso) è un comune italiano di 1 239 abitanti della provincia autonoma di Trento in Trentino-Alto Adige.

## Geografia fisica

### Territorio
Situato sulla sponda destra del Noce, a metà strada tra Mezzolombardo e Cles, è da sempre il più importante centro della Bassa Anaunia.
Il comune di Denno è esteso su un territorio di 1 042 ettari, a 429 metri s.l.m.; esso si distingue in una zona coltivata a frutteto (limitrofa all'abitato) e in una zona boschiva, costituita da un complesso che si estende lungo il versante orientale della dorsale che separa la Valle di Non dalla Valle di Tovel.
L'altimetria delle proprietà comunali varia da 270 m s.l.m., in corrispondenza dell'alveo del torrente Noce ai 1 960 m s.l.m. del Monte Corno. La zona in parte compresa nel Parco naturale Adamello Brenta offre delle interessanti escursioni e la Malga Arza, porta d'accesso al Parco, rappresenta il punto di riferimento per numerose gite sulle montagne del Gruppo di Brenta.

### Clima
| DENNO 2003-2023     | Mesi | Mesi | Mesi | Mesi | Mesi | Mesi | Mesi | Mesi | Mesi | Mesi | Mesi | Mesi | Stagioni | Stagioni | Stagioni | Stagioni | Anno  |
| DENNO 2003-2023     | Gen  | Feb  | Mar  | Apr  | Mag  | Giu  | Lug  | Ago  | Set  | Ott  | Nov  | Dic  | Inv      | Pri      | Est      | Aut      | Anno  |
| ------------------- | ---- | ---- | ---- | ---- | ---- | ---- | ---- | ---- | ---- | ---- | ---- | ---- | -------- | -------- | -------- | -------- | ----- |
| T. max. media (°C)  | 5,6  | 8,6  | 13,4 | 17,1 | 21,4 | 25,3 | 27,7 | 27,4 | 22,7 | 17,1 | 10,1 | 5,6  | 6,6      | 17,3     | 26,8     | 16,6     | 16,8  |
| T. min. media (°C)  | −3,3 | −1,8 | 1,8  | 5,6  | 9,8  | 13,3 | 15,2 | 15,0 | 11,3 | 7,3  | 1,9  | −2,1 | −2,4     | 5,7      | 14,5     | 6,8      | 6,2   |
| Precipitazioni (mm) | 48   | 53   | 59   | 96   | 115  | 95   | 98   | 102  | 91   | 131  | 144  | 64   | 165      | 270      | 295      | 366      | 1 096 |
| Giorni di pioggia   | 5    | 6    | 6    | 9    | 12   | 11   | 11   | 11   | 8    | 8    | 8    | 7    | 18       | 27       | 33       | 24       | 102   |

Fonte: Centro Trasferimento Tecnologico, Fondazione Edmund Mach 

## Origini del nome
Il nome antico del paese "Enno", divenuto in seguito Denno con l'aggiunta della preposizione d(e), si ritinene derivare dalla parola prelatina Enna, come la località di Egna in provincia di Bolzano. Il temine potrebbe essere riconducibile ad un nome personale Inno o Hinna.

## Storia

### Ritrovamenti archeologici
Sede di diversi ritrovamenti risalenti fino all'età del bronzo (uno spillone, una spada e un pugnale conservati al Tiroler Landesmuseum Ferdinandeum di Innsbruck),  in età romana, almeno fin dal III secolo d.C., Denno era già un centro abitato ospitante una comunità discretamente numerosa, composta tra gli altri, da persone di buon livello economico e sociale. Lo attestano il rinvenimento di reperti quali lateririzi, fibule in bronzo e la presenza in paese di un rilievo scultoreo raffigurante un Erote alato, probabilmente appartenente ad un altare funerario o un sarcofago databile tra il I e il III secolo d.C. Sono state inoltre rinvenute diverse sepolture di età tardo-romana o altomedievale.

### Età medievale

#### La Pieve
La località è attestata per la prima volta nel 1174 quale "Heno" in un documento dei conti di Appiano a favore della Collegiata agostiniana di San Michele all'Adige.
Denno era la sede di una delle più antiche pievi della Val di Non documentata fin dal XIII secolo. Essa, oltre al paese di Denno comprendeva le "ville" di Campodenno, Lover, Segonzone, Dercolo, Quetta e Termon.

#### I De Enno
All'epoca presso la pieve sorgeva un castello, oggi scomparso, in cui risiedeva la nobile famiglia De Enno, che dal paese prese il proprio nome. I signori de Enno al principio del XIII secolo erano probabilmente i più potenti della Val di Non e avevano possedimenti non soltanto a Denno (Castel Denno e Castel Corona), ma anche a Nanno, Portolo, Termon e Campodenno.. Se il castello di Denno risulta abbandonato già tra il XIV e il XV secolo, la famiglia De Enno si divise in molti rami, alcuni dei quali particolarmente importanti, come quello dei Madruzzo (che ebbe ben quattro principi vescovi tra il 1539 e il 1658) o quello degli Alberti d'Enno, al quale apparteneva Francesco Felice Alberti di Enno, principe vescovo di Trento dal 1758 al 1762.

### Età moderna

#### La Guerra Rustica
Durante la rivolta del 1525 dei contadini della Val di Non contro il principe vescovo di Trento Bernardo Clesio, gli uomini della Pieve di Denno, a differenza di quelli di altre comunità, mantennero un atteggiamento prudente e piuttosto defilato, evitando così, quando la sommossa fu soffocata dall'intervento di Ferdinando I d'Asburgo, di incappare nelle sanzioni inflitte agli esponenti delle fazioni più estreme .

#### La caccia alle streghe
Durante la caccia alle streghe che ebbe luogo in Val di Non tra il 1612 e il 1615, gli inquisitori si recarono anche nella Pieve di Denno interrogando molte persone. Durante le indagini alcune donne della zona furono accusate di essere delle streghe: Domenica detta la Tronella di Quetta, Anna detta la Tuenetta e Maria detta la Grill, entrambe di Toss.  Se della sorte delle prime due non si hanno notizie, Maria detta la Grill fu imprigionata a Castel Coredo nel novembre 1613 e nel gennaio del 1614 condannata a morte assieme a una donna di Romeno.

#### La Carta di Regola
Le prime attestazioni dell'esistenza di istituzioni regoliere a Denno sono molto antiche e risalgono al XIV secolo. Del 1461 è la prima notizia di una seduta della regola. Tuttavia la prima redazione scritta della carta di regola di Denno è molto più tarda e risale al 1632, all'epoca del principe vescovo Carlo Emanuele Madruzzo. Il testo, in italiano, caratterizzato da forme verbali tipiche della bassa Val di Non, è formato da 55 capitoli, contenenti svariate norme che regolavano i ritmi del lavoro contadino e la vita della comunità, dalla nomina delle cariche pubbliche, ai diritti e ai doveri dei singoli abitanti riguardo al rispetto delle proprietà private e alla cura delle proprietà comuni, come le strade, i boschi e i pascoli.

### Età contemporanea

#### L'industria della seta
Nel XIX secolo con la secolarizzazione del Principato Vescovile di Trento, annesso all'Impero Austriaco, e con l'abolizione delle antiche regole, Denno divenne un comune. Il paese vide una fase di forte sviluppo economico soprattutto nella prima metà del secolo durante l'epoca d'oro della bachicoltura. In quegli anni a Denno sorsero diverse filande per la filatura dei bozzoli prodotti dai contadini di tutta la zona, che diedero lavoro a molte persone.

#### Il "Comune Grande" e la sua divisione
Dopo la prima guerra mondiale, il comune di Denno divenne ufficialmente parte della neo-annessa Venezia Tridentina e nel 1928, con la riforma fascista degli enti locali, incorporò tutte i paesi dell'antica pieve, ovvero, Campodenno, Quetta, Termon, Lover con Segonzone e Dercolo con Cressino. Si venne così a creare il cosiddetto "Comune Grande" di Denno.  Nel secondo dopoguerra i disaccordi tra Denno e le sue frazioni portarono a un referendum che nel 1951 coinvolse tutta la popolazione del "Comune Grande", con il quale i paesi di Campodenno, Dercolo, Lover, Quetta e Termon si staccarono dal Comune di Denno per riunirsi in un comune a sé stante facente capo a Campodenno istituito nel 1952.

#### La seconda guerra mondiale
Durante il secondo conflitto mondiale, dopo l'istituzione della Zona d'operazioni delle Prealpi, con l'annessione del Trentino alla Germania nazista, è attestata la presenza a Denno di un reparto delle famigerate Waffen-SS. Si trattava di un'unità cinofila precedentemente impiegata sul fronte orientale, denominata SS-Diensthunde Rußland-Mitte, che stazionò a Denno per alcuni mesi tra l'autunno del 1944 e la primavera del 1945.

### Simboli
Lo stemma e il gonfalone sono stati concessi con regio decreto del 20 gennaio 1930.
Il gonfalone è un drappo di colore azzurro riccamente ornato di ricami d'argento e caricato dello stemma sopra descritto con l'iscrizione centrata in argento: "COMUNE DI DENNO".

## Monumenti e luoghi d'interesse

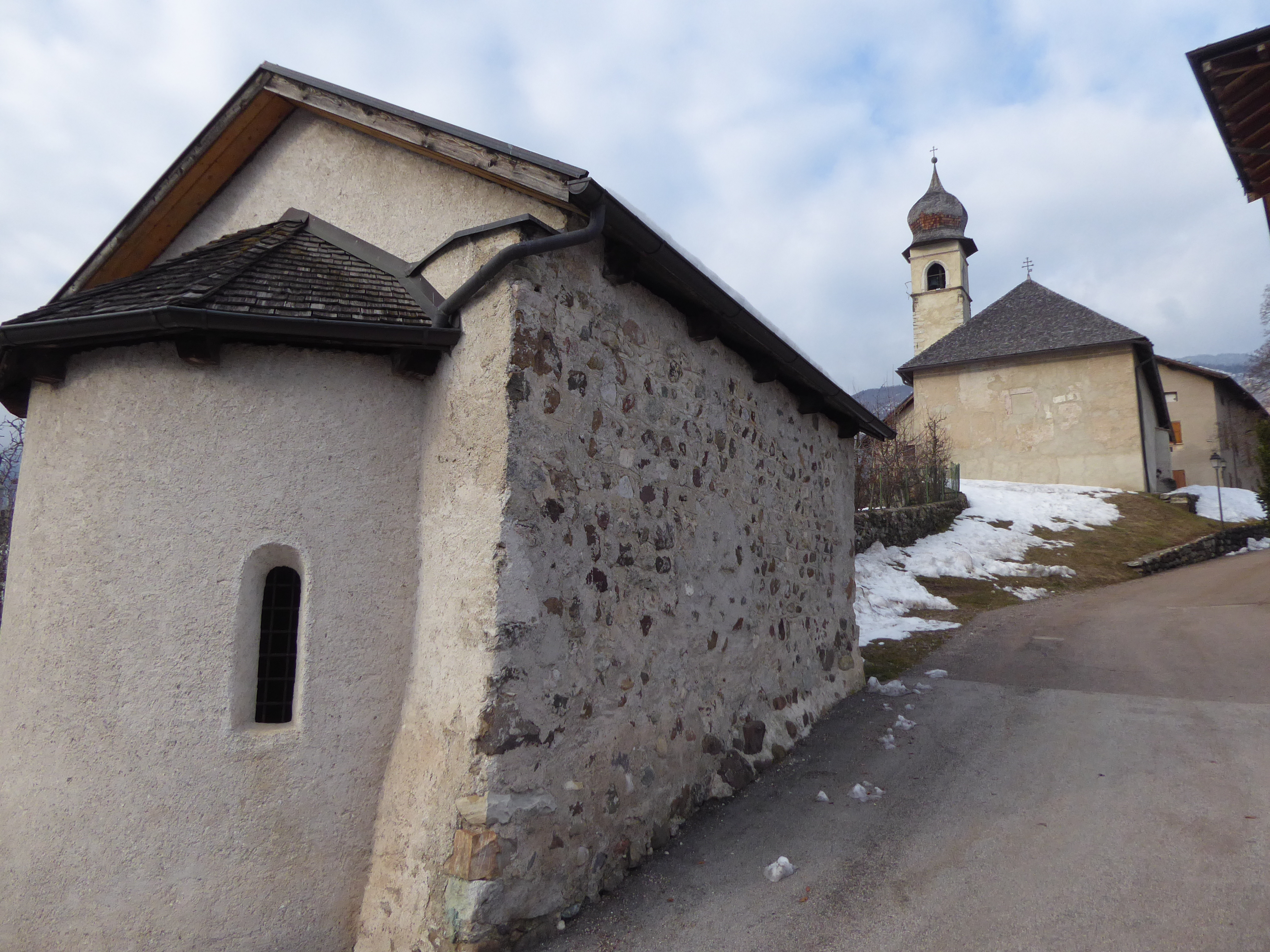
Cappella di San Pietro e chiesa di Sant'Agnese

### Architetture religiose
- Chiesa dei Santi Gervasio e Protasio: affacciata su Piazza Vittorio Emanuele, piazza centrale del paese, costruita intorno al XIII secolo, fu ricostruita nel Cinquecento.
- Chiesa di Sant'Agnese: costruita intorno al XIII secolo, conserva al suo interno degli affreschi del XV e XVI secolo.
- Cappella di San Pietro Apostolo: piccola chiesa sussidiaria situata nella parte orientale del paese, a brevissima distanza dalla chiesa di Sant'Agnese, la tradizione popolare la considera la più antica dell'abitato. All'interno sono conservati degli affreschi che alcuni critici hanno attribuito ai fratelli Giovanni e Battista Baschenis.[22]
- Canonica: situata in via Santi Gervasio e Protasio (civico numero 1), presenta un portale a bugnato ruvido sulla cui chiave di volta è scolpito un mascherone.[23]

### Architetture civili e militari
- Municipio: in passato convento delle suore canossiane, conserva l'antico atrio con soffitto a volta.[24]
- Palazzo Parisi: costruito dalla famiglia Parisi, legata all'industria della filatura dei bachi da seta, fu ristrutturato nel corso del XIX secolo. Si affaccia sulla piazza principale del paese, tra Via Alberti d’Enno e Piazza Vittorio Emanuele.[24]
- Palazzo Paternoster: situato in piazza San Giovanni (civici 4 e 6), il portale a sesto acuto conduce a un cortile interno, con un portico di stile rinascimentale con volte a vela dipinte di azzurro.[25]
- Castel Denno: non più esistente, costruito sul "Doss dei Ricci" all'inizio del XIII secolo dalla famiglia De Enno, passò poi ai Thun.

### Aree naturali
- Malga Arza, a 1507 di quota nel Parco Naturale Adamello Brenta, raggiungibile tramite una comoda strada asfaltata dall'abitato di Cunevo, è un punto di partenza per le escursioni nel Sottogruppo della Campa delle Dolomiti di Brenta e nella Val di Tovel

## Società

### Evoluzione demografica
Abitanti censiti

### Ripartizione linguistica
Nel censimento del 2001 il 32,18% della popolazione (354 persone) si è dichiarato "ladino".

## Cultura

### Arte
Nel paese nella prima metà del Seicento si trasferì lo scultore e intagliatore Bartolomeo Strudel, che avviò una bottega. A Denno nacquero i tre figli di Bartolomeo: Paul Strudel, autore delle due statue della Veronica e della Maddalena nella Cappella del Crocifisso del Duomo di Trento e scultore di corte dell'imperatore Leopoldo I d'Asburgo, lo scultore e pittore Peter Strudel, fondatore dell'Accademia di belle arti di Vienna e Dominik Strudel. In un rogito del notaio Niccolò de Antognines del settembre 1706 è registrata la deliberazione della pubblica Regola di Denno per la nomina di Paul Strudel a cittadino onorario.

## Economia
L'economia della zona è sempre stata prevalentemente agricola, un tempo basata sulla viticoltura e sulla bachicoltura che ha visto prosperare l'industria della filatura dei bozzoli che offriva lavoro a molte persone del paese e dei dintorni. Ora è la coltivazione della mela l'attività prevalente. Scendendo dal paese infatti si raggiunge il Consorzio Ortofrutticolo Bassa Anaunia (COBA).
Inoltre coesistono attività artigianali ed un piccolo turismo locale. Tra le attività artigianali è ancora diffusa e rinomata l'antica lavorazione del legno finalizzata alla realizzazione di mobili e arredamenti.

## Amministrazione
| Periodo           | Periodo           | Primo cittadino | Partito           | Carica  | Note |
| ----------------- | ----------------- | --------------- | ----------------- | ------- | ---- |
| 9 maggio 2005     | 16 maggio 2010    | Fabrizio Inama  | Lista civica      | Sindaco |      |
| 17 maggio 2010    | 10 maggio 2015    | Fabrizio Inama  | Lista civica      | Sindaco |      |
| 11 maggio 2015    | 22 settembre 2020 | Fabrizio Inama  | Lista civica      | Sindaco |      |
| 23 settembre 2020 | 4 maggio 2025     | Paolo Vielmetti | Insieme per Denno | Sindaco |      |
| 5 maggio 2025     | in carica         | Paolo Vielmetti | Insieme per Denno | Sindaco |      |

### Variazioni

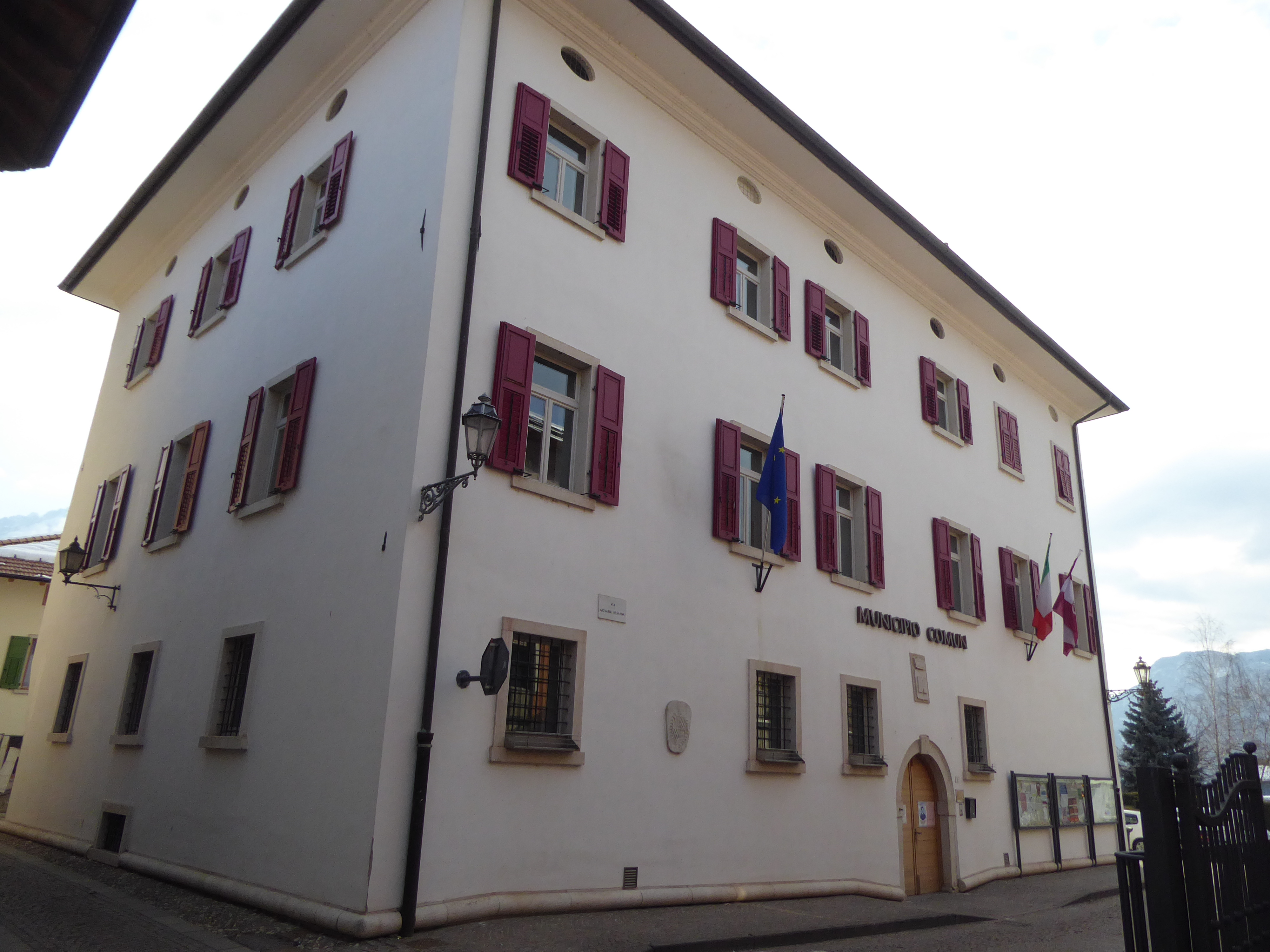
Municipio di Denno

La circoscrizione territoriale ha subito le seguenti modifiche: nel 1928 aggregazione di territori dei soppressi comuni di Campodenno, Dercolo, Lover, Quetta e Termon; nel 1952 distacco di territori per la ricostituzione del comune di Campodenno comprendendo anche i territori degli ex comuni di Dercolo, Lover, Quetta e Termon (Censimento 1951: pop. res. 1554).

## Sport
La società sportiva del paese è l'U.S. Bassa Anaunia costituita nel 1990 dalla fusione delle ex società sportive US. Denno, US. Stella Azzurra di Campodenno, US. Quetta, US Libertas Ton e US. S.Vito Flavon. Opera nella Bassa Val di Non e si occupa sia di calcio che di pallavolo. Nel calcio, la prima squadra milita dalla stagione 2010/11 nel campionato di Promozione provinciale. L'impianto sportivo principale è il campo in erba in località Valmaor di Denno mentre l'impianto sintetico è in località Salvez nel comune di Campodenno. Altro campo sportivo in erba è nel comune di Contà alla pineta di Flavon. La sede sociale e operativa è a Denno in via Colle verde n.1. Attuale presidente è Flavio Berti, che negli anni 2000 è succeduto al primo presidente Silvano Webber.